# Jacques Necker
Jacques Necker (Genève (Zwitserland), 30 september 1732 – Coppet, 9 april 1804) was een Frans staatsman van Zwitserse afkomst en minister van financiën onder Lodewijk XVI.
Necker was driemaal minister van Financiën in Frankrijk. Zijn ontslag op 11 juli 1789 vormde de aanleiding voor Camille Desmoulins op te roepen naar de wapens te grijpen en voor de bestorming van de Bastille. De gebeurtenissen waren voor de koning een aanleiding om hem weer aan te nemen. Zijn populariteit daalde echter snel en in september 1790 diende hij zijn ontslag in.

## Jonge jaren
Necker werd geboren in Genève, Zwitserland. Zijn vader was geboren in Küstrin in Pommeren (nu Kostrzyn nad Odrą in Polen) en werd, na enkele publicaties over internationaal recht, aangesteld als hoogleraar Publiekrecht in Genève, waar hij ook ging wonen. Jacques Necker werd in 1747 naar Parijs gestuurd om een klerk te worden in de bank van Isaac Vernet, een vriend van zijn vader. In 1762 was hij een partner en in 1765 was hij door succesvolle speculaties een erg rijk man geworden. Kort daarna richtte hij samen met een andere Geneef de beroemde bank van Thelusson, Necker et Cie op. Pierre Thellusson runde de bank in Londen terwijl Necker managing partner in Parijs was. Beide partners werden rijk door leningen aan de schatkist en graanspeculaties.
In 1763 kreeg Necker een relatie met Mme de Verménou, de weduwe van een Franse officier. Bij een bezoek aan Genève ontmoette Mme de Verménou, Suzanne Curchod, de dochter van de dominee van Crassier, een dorp in de buurt van Lausanne. Zij nam haar in 1764 mee terug naar Parijs als gezelschapsdame. Vóór het einde van dat jaar werd Necker echter verliefd op Suzanne en trad met haar in het huwelijk. Op 22 april 1766 kregen ze een dochter, Anne Louise Germaine Necker, die onder de naam Madame de Staël een gevierd auteur zou worden en ook een politieke rol speelde tijdens de Franse Revolutie.
Madame Necker moedigde haar man aan om een publieke functie te gaan bekleden. Hij kreeg een hoge functie bij de Franse Oost-Indische Compagnie (Compagnie des Indes Orientales), die in 1760 onderwerp was van hevig politiek debat tussen de directeuren en aandeelhouders en het koninklijk ministerie over de administratie en de autonomie van de Compagnie. Nadat Necker goed financieel management had laten zien bij de Compagnie, verdedigde hij in 1769 de autonomie van de Compagnie in een geschrift.
Ondertussen had hij leningen verstrekt aan de Franse regering en ging hij in Parijs wonen. Madame Necker vermaakte de leidende figuren van de politieke, financiële en literaire kringen uit Parijs en haar wekelijkse Salon werd goed bezocht.

## Minister van Financiën
Necker werd ondanks zijn protestantse gezindheid in oktober 1776 minister van Financiën van Frankrijk, zij het slechts met de titel Schatbewaarder, die hij echter in 1777 inruilde voor die van controleur-generaal van Financiën. Hij deed het goed en werd populair vanwege een poging de financiën op orde te brengen door de taille (een directe belasting voor de burgers) eerlijker te verdelen, door middel van het afschaffen van de vingtièmes d'industrie en het oprichten van monts de piété (banken van lening).
Maar het belangrijkste aspect van zijn beleid was zijn streven de Franse staatsschuld af te betalen en het instellen van door de staat gegarandeerde annuïteiten. Het afbetalen van de schuld was te moeilijk om op korte termijn te realiseren en Necker heeft dan ook meer de juiste koers ingeslagen dan dat hij de operatie heeft voltooid. Bij dit alles behandelde hij de Franse financiën meer als bankier dan als politiek econoom. Zijn populaire beleid om te lenen in plaats van belasting te verhogen teneinde de kosten van de oorlog in Amerika te kunnen financieren leidde Frankrijk verder naar een faillissement.
Op het politieke vlak deed hij niet veel om de Franse Revolutie af te wenden en zijn instelling van provinciale assemblees was slechts een sobere toepassing van Turgots grote plannen voor de administratieve organisatie van Frankrijk. In 1781 publiceerde Necker zijn beroemde Compte rendu du roi, waarin hij een rooskleurig beeld schetste van 's lands financiën. Kort daarna werd hij ontslagen door toedoen van Marie Antoinette, wier plannen voor het bevoordelen van de Hertog van Guines hij had gedwarsboomd.
Na zijn ontslag hield hij zich bezig met literatuur, het schrijven van zijn beroemde Traité de l'administration des finances de la France (1784) en met zijn geliefde dochter, die in 1786 met de ambassadeur van Zweden trouwde en Madame de Staël werd. Maar Necker bleef zich met de financiën bemoeien en in 1787 werd hij per lettre de cachet uit Parijs verbannen wegens het openbaar maken van pamfletten en memoires waarin hij zijn opvolger als Minister van Financiën, Calonne, kritiseerde.
Ondertussen raakte de Franse schatkist steeds leger. In 1788 eiste het land, dat op instigatie van de gasten van de literaire salon van Madame Necker ervan overtuigd was geraakt dat Necker de enige was die het probleem van de staatsschuld kon oplossen, de terugkeer van Necker, en werd hij opnieuw Directeur-Generaal van Financiën.

## Necker tijdens de Franse Revolutie

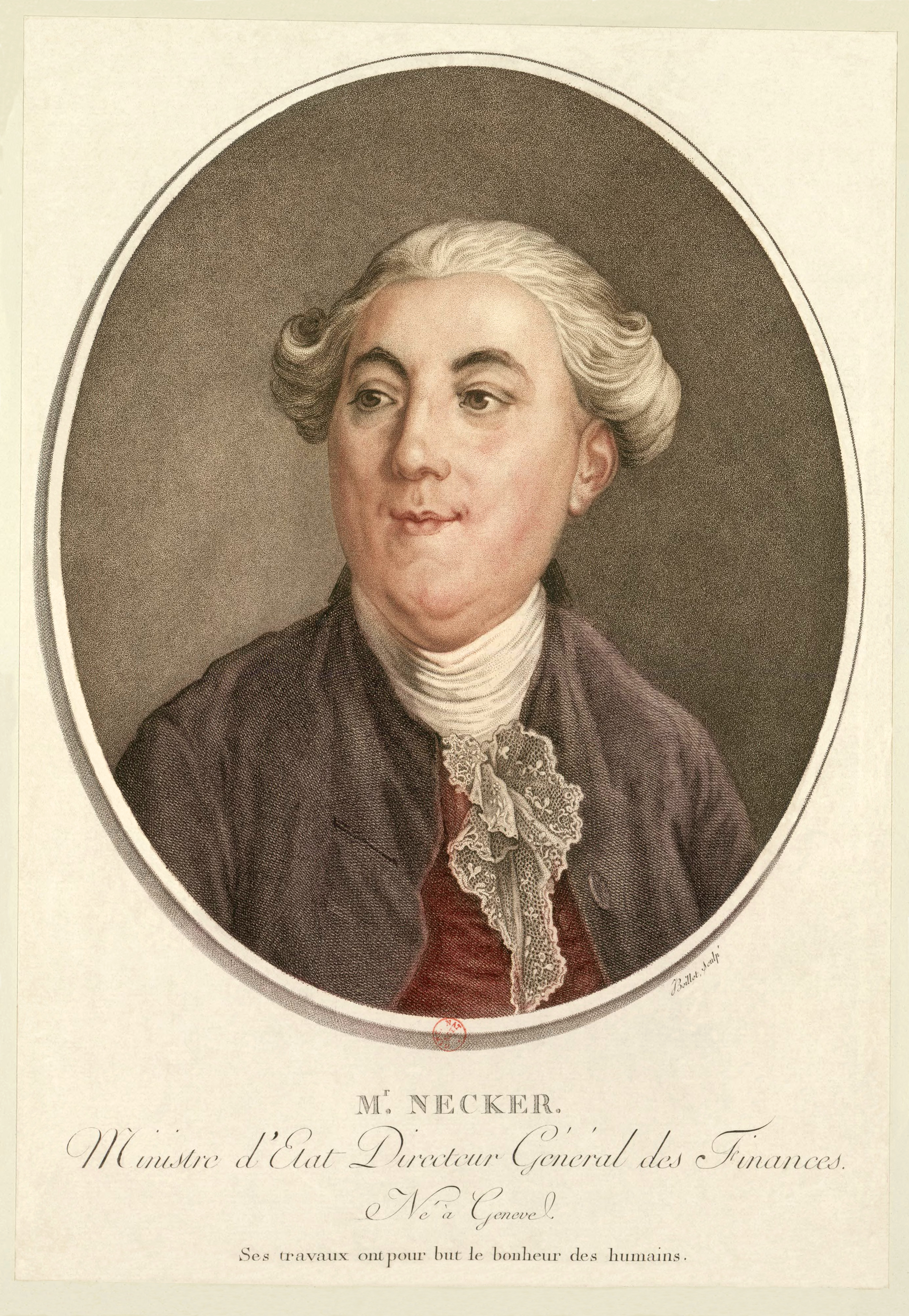
Jacques Necker, 1789

De daaropvolgende maanden van het leven van Necker zijn onderdeel van de geschiedenis van de Franse Revolutie. Necker maakte een einde aan de opstand in de Dauphiné door de assemblée daarvan te legaliseren. Vervolgens startte hij de voorbereidingen voor het bij elkaar roepen van de Staten-Generaal in 1789. Aanvankelijk werd hij beschouwd als de verlosser van Frankrijk, maar uit zijn gedrag bij de vergadering van de Staten-Generaal bleek dat hij die beschouwde als een orgaan dat slechts budgetten moest goedkeuren, geen hervormingen organiseren. Omdat hij echter het bijeenroepen van de Staten-Generaal en de dubbele vertegenwoordiging van de derde klasse had geadviseerd, werd hij door het hof als de oorzaak van de Revolutie beschouwd en op 11 juli gesommeerd Frankrijk onmiddellijk te verlaten. Hij had zich de vijandschap op de hals gehaald van veel leden uit koninklijke kringen - inclusief de jongste broer van de koning, de graaf van Artois en een diplomaat met veel connecties, baron De Breteuil, die hem als minister opvolgde.
Neckers ontslag op 11 juli 1789 was de aanleiding voor de bestorming van de Bastille, reden voor de koning om hem opnieuw te benoemen. Hij werd met vreugde onthaald in elke stad waar hij doorheen reisde, maar eenmaal terug in Parijs bleek opnieuw dat hij geen staatsman was. In de veronderstelling dat hij Frankrijk in zijn eentje kon redden, weigerde hij samen te werken met Mirabeau en Lafayette. Zijn populariteit daalde snel en verdween vrijwel geheel toen zijn enige idee om de crisis op te lossen was om de assemblee om nieuwe leningen te vragen. In september 1790 diende hij zijn ontslag in omdat hij niet kon leven met het eerder dat jaar genomen besluit dat assignaten ook als wettig betaalmiddel zouden gelden.

## Pensionering
Niet zonder moeite bereikte hij Coppet, een landgoed bij Genève dat hij in 1784 had gekocht. Hier hield hij zich bezig met literatuur. Madame Necker kwijnde weg van verlangen naar haar Parijse salon en stierf vijf jaar later. Necker bleef op Coppet wonen, verzorgd door zijn dochter, Madame de Staël, en zijn nicht, Madam Necker de Saussure. Zijn tijd was echter voorbij en zijn boeken hadden geen politieke invloed. Er ontstond nog kortstondige opwinding toen de Franse troepen in 1798 oprukten en hij de meeste van zijn politieke geschriften verbrandde. Hij stierf op landgoed Coppet op 9 april 1804 ten gevolge van een hartstilstand.